# فاروق حسني
فاروق عبد العزيز حسني وزير الثقافة المصري السابق. من مواليد العام 1938، في مدينة الإسكندرية، مصر.
حصل على بكالوريوس الفنون - قسم الديكور من جامعة الإسكندرية. كما يلقب «بالوزير الفنان».
أحد أبرز الفنانين التشكيليين المعاصرين في مصر. قدم استقالته من الوزارة في العام 2005 على إثر حادث حريق مسرح «قصر ثقافة بني سويف» حيث أعلن مسؤوليته الأدبية عن الحادث، ولكن الرئيس الأسبق حسني مبارك رفض الاستقالة.
أثار الرأي العام في مصر ضده إثر تصريحات له انتقد فيها «حجاب» النساء، واعتبره عودة للوراء قائلاً: «النساء بشعرهن الجميل كالورود، التي لا يجب تغطيتها وحجبها عن الناس»، إلا أنه أعلن بعد ذلك أنه «ليس ضد حجاب المرأة بوجه عام»، ولكنه اعتبر أن حجاب الطفلة الصغيرة مسألة مرفوضة لأنها كما قال «تدمر طفولتها البريئة».
له العديد من الإنجازات الثقافية في المجالات المختلفة بحكم منصبه منها ما هو في المجال التربوي والمتاحف والمشروعات الثقافية والآثار. وسبق له أن تعرضت وزارته للنقد من البعض بسبب قيامه بالاحتفال بمناسبة مرور قرنين على الحملة الفرنسية، أو قرنين على العلاقات المصرية الفرنسية.[بحاجة لمصدر]

## مناصب
- 1967-1978 مدير قصر الثقافة بالأنفوشى (الأسكندرية).
- 1978-1979 مدير مكتب وزير الثقافة.
- 1979-1982 نائب مدير أكاديمية الفنون المصرية.(مصر)
- 1982-1986 مدير الأكاديمية المصرية للفنون بروما (إيطاليا)
- 2004-2004 القائم بمهام وزير الإعلام.
- 1987-2011 وزير الثقافة.

## الترشيح لليونيسكو
ترشح فاروق حسني في 2009 لمنصب مدير عام منظمة الأمم المتحدة للتربية والعلم والثقافة «اليونيسكو» خلفا للياباني كويتشيرو ماتسورا الذي تولى منصبه في 1999 إلى جانب وزيرة الخارجية البلغارية السابقة إيرينا بوكوفا و7 مرشحين آخرين، انتهت في 22 سبتمبر 2009 عقب خمس جولات بخسارته أمام المرشحة البلغارية التي حصلت على 31 صوتا مقابل 27 صوتا للمرشح المصري، حيث أيدت دول كفرنسا المرشح المصري فيما ساندت الولايات المتحدة وألمانيا المرشحة البلغارية.
وكانت مراحل ترشيح فاروق حسني لمنصب مدير عام اليونيسكو قد واجهت اتهامات أبرزها من قبل منظمات يهودية بشأن تصريح سابق له في مجلس الشعب المصري ردا على سؤال لنائب ينتمي لجماعة الإخوان المسلمين حول معلومات عن عرض كتب إسرائيلية على أرفف المكتبات المصرية وتحديدا مكتبة الإسكندرية حيث ذكر أن الوزير قال بأنه «لو تواجدت كتب إسرائيلية في المكتبات المصرية لقام بحرقها»!، إلا أن الوزير أكد في يونيو 2008 أثناء لقاء جمعه بأعضاء من نادي الصحافة الفرنسي بباريس أن تصريحاته «أخذت حجما أكبر من حجمها الطبيعي، وتم استغلالها خارج سياقها» حسب تعبيره، مضيفا أن تصريحه هذا أتى في أحد أروقة البرلمان المصري وخارج الجلسة الرسمية ردا على اتهام بأن وزارة الثقافة سمحت بعرض كتب إسرائيلية تسيئ للإسلام حسب النائب وذكر حسني «...قلت للنائب إذا وجدت كتباً تسيء للإسلام، فأنا علي استعداد لحرقها...» مضيفا أن التعبير كان مجازيا ينم عن نفي شديد لوجود كتب تسيء للإسلام، وليس ضد كتب بعينها كم تم تفسيره. فيما سحبت إسرائيل معارضتها لترشيح حسني للمنصب.
إضافة إلى اتهامات وجهت له من قبل مثقفين ودعاة حرية إعلام بشأن غض بصره عن نظام الرقابة الحكومية في مصر.
وبعيد ظهور النتيجة وفوز بوكوفا، أعربت الوزيرة البلغارية السابقة في أول تصريح لها عن ثنائها لموقف منافسها فاروق حسني الودي منها والاحترام الذي أظهره تجاهها.

## نفي المثلية
و في يونيو 2011 نفى حسني الشائعة التي مفادها أنه مثلي واتهم صفوت الشريف بإطلاقها.

## وصلات خارجية
- موقع الفنان فاروق حسني
- Art Daily.org